# Nova ljevica (Hrvatska)
Nova ljevica (NL) hrvatska je lijeva politička stranka koja je utemeljena u prosincu 2016. Sastavni je dio političke platforme Možemo!

## Povijest
Utemeljena je u prosincu 2016. godine uz pomoć lijevo orijentiranih intelektualaca i građanskih aktivista, kao što su Dragan Markovina, Zoran Pusić, Vesna Teršelič, Nadežda Čačinovič i Nikola Devčić.
Na parlamentarne izbore 2020. izašla je u Zeleno-lijevoj koaliciji, koja obuhvaća i Možemo!, Zagreb je NAŠ!, Za grad, ORaH, i Radničku frontu (koja je kasnije izašla iz koalicije). Osvojila je jednog zastupnika u Saboru, a tu funkciju trenutačno obnaša Rada Borić.

## Vanjske poveznice
- Službena stranica stranke